# 바젤주
바젤주(독일어: Kanton Basel)는 1833년 이전의 스위스의 칸톤이었다. 지금은 반주로 분리되었다.

## 현재 갈라져 있는 칸톤
- 바젤란트주
- 바젤슈타트주

## 같이 보기
- 반주